# Walter Bäck
Walter Bäck (* 23. Februar 1931 in Wien; † 1. Mai 2004) war ein österreichischer Schriftsteller.

## Leben
Walter Bäck besuchte die Handelsschule und das Katholische Lehrerseminar. Anschließend arbeitete er als Buchhalter bei der Creditanstalt-Bankverein. Ab 1964 war er nur noch als freier Schriftsteller tätig; zusätzlich Lektor der Städtischen Büchereien.
Er verfasste ca. 2.500 Beiträge in Zeitungen, Zeitschriften und Anthologien; 200 Rundfunksendungen, darunter Hörspiele, Kurzerzählungen, Feuilletons, Lyrik in Hochsprache und Mundart (Dialekt). 1.076 eigene Lesungen in Schulen, Kasernen, Museen, Palais, Künstlerhaus, Wiener Stadthalle; viele weitere Lesungen durch bekannte Schauspieler: Fred Liewehr, Richard Eybner, Fritz Muliar, Fritz Lehmann, Marianne Schönauer, Heinz Conrads, Jürgen Wilke, Peter Fröhlich, und andere.
Gründer des Ersten Floridsdorfer Literatur-Cafes und des Ersten Marchfelder Literatur-Salons, wo er bis zum Schluss die Organisation und Leitung innehatte.
Er war Texter des Hymnus auf Wien: später Wiener Volkshymne genannt.
Walter Bäck war verheiratet mit Annemarie Bäck, geborene Winter. Das Paar hatte eine gemeinsame Tochter – Ulrike Icha. Die meiste Zeit lebte Bäck in Wien. Die letzten Lebensjahre verbrachte er in Strasshof, wo er sich ebenfalls literarisch betätigte.

## Auszeichnungen
- Wiener Kunstfonds-Preis
- Theodor-Körner-Preis für Wissenschaft und Kunst (1975)
- Ehrenmedaille der Bundeshauptstadt Wien in Bronze (1986)
- Österreichisches Heimatabzeichen in Silber und Gold
- Berufstitel Professor durch den Bundespräsidenten

## Werke
eigene Bücher:
- Plan von Wien, lyrisch (Berglandverlag, Wien, 1969), Herausgeber: Rudolf Felmayer, aus der Lyrikserie „Neue Dichtung aus Österreich“ – Band 154
- Ich leb’ am Rand der großen Stadt (Österreichische Verlagsanstalt, Wien, 1977); ISBN 3-85202-035-2
- Corvina, die Zigeunerin (Österreichische Verlagsanstalt, Wien, 1975); ISBN 3-85202-052-2
- Die Sahara von Ottakring (Jupiter Verlag, Wien, 1986); ISBN 3-900063-11-7
- Der siebente Teller (Verlag Wilhelm Ennsthaler, Steyr, 1979); ISBN 3-85068-079-4
- Des lebm is a Hochschaubahn (Mohl-Verlag, Wien, 1980); ISBN 3-900272-36-0
- Marchland lyrisch (Anna Pichler-Verlag, Wien, 1992); ISBN 3-901087-05-2
- Herz in Flammen (Anna Pichler-Verlag, Wien, 1993); ISBN 3-901087-15-X
- Die hundert Marterlsprüche des Walter Bäck (Wien); ISBN 3-85028-074-8
- Wiener Weihnachten (Anna Pichler-Verlag, Wien, 1994); ISBN 3-901087-24-9
- Spottleut (Echo-Verlag, Wien, 2004); ISBN 3-901761-30-6

Anthologien (eine Auswahl):
- Wien im Gedicht (Belvedere Verlag, Wien, 1967)
- Wien im Gedicht (Österreichischer Bundesverlag, Wien, 2001); ISBN 3-209-03332-3
- Deutsche Literaturgeschichte/Wilhelm Bortenschlager/Leitners Studienhelfer (Wiener Dom-Verlag GesmbH., Wien) ISBN 3-85157-068-5
- Weinviertel/Porträt einer Kulturlandschaft (Verlag Niederösterreichisches Pressehaus, St-Pölten-Wien, 1980); ISBN 3-85326-492-1
- Gedanken über das Ewige (Verlag Wilhelm Ennsthaler, Steyr, 1981); ISBN 3-85068-096-7
- Gedanken über Blumen (Verlag Wilhelm Ennsthaler, Steyr, 1979); ISBN 3-85068-071-1
- Österreichisches Literaturhandbuch (Jugend und Volk Verlagsges.m.b.H, Wien-München, 1974); ISBN 3-7141-6994-6

## Schallplatten
- Hymnus auf Wien (by Preiser Records, Musik: Herbert Ober)
- Servus Floridsdorf (Musik: Lothar Steup)